# Босилица
Босилица (болг. Босилица) — село в Болгарии. Находится в Кырджалийской области, входит в общину Черноочене. Население составляет 16 человек.

## Политическая ситуация
В местном кметстве Новоселиште, в состав которого входит Босилица, должность кмета (старосты) исполняет Реджеб Емурла Реджеб (Движение за права и свободы (ДПС)) по результатам выборов.
Кмет (мэр) общины Черноочене — Айдын Ариф Осман (Движение за права и свободы (ДПС)) по результатам выборов.